# Tô Frito
Tô Frito é uma série de televisão brasileira que foi produzida pela Film Planet em parceria com a Satelite Audio e Aretha Marcos, financiada pela Nestlé (que arcou com boa parte dos custos), e exibida pela Band em 23 de agosto de 2010, e no dia 29 de agosto do mesmo ano na MTV Brasil. A série foi criada por Letícia Wierzchowski e Marcelo Pires.

## Sinopse
Vítor, é um jovem desenhista gaúcho que mora em São Francisco de Paula, interior do RS, e resolve tentar a sorte em São Paulo, onde trabalha para seu tio Arlindo. Vivendo sozinho Vítor precisa aprender a se virar, o único problema é que o jovem não sabe sequer fritar um ovo. Na capital, Vítor faz novas amizades como Dona Zenaide, italiana, dona de um armazém, que ajuda o jovem a se adaptar a nova vida, e ajudando-o a superar a ausência da mãe Dona Rosa e do pai Sebastião. Vítor também faz amizade com Bira, um funcionário do tio, que vive em Guarulhos e apresenta ao gaúcho a periferia paulista, Bira é também inimigo de Felipe o "mauricinho" da história, com quem disputa o amor de Karin, jovem que sonha ser atriz, muito namoradeira, divide um apartamento com a pernambucana Clara, que também veio para São Paulo e é estudante de direito na USP, é uma jovem misteriosa, que mantém tudo sobre sua vida pessoal guardado a sete chaves.

## Elenco
| Ator               | Personagem           |
| ------------------ | -------------------- |
| Rayana Carvalho    | Clara Camargo Koster |
| Ian Ramil          | Vítor Paz            |
| Johnnas Oliva      | Bira                 |
| Rodrigo Pasquali   | Felipe               |
| Gabriela Cerqueira | Karim                |
| Anamaria Barreto   | Dona Zenaide         |
| Ilana Kaplan       | Dona Rosa Paz        |
| Júlio Conte        | Sebastião Paz        |
| Cleto Bacic        | Alex                 |
| Guta Ruiz          | Laura                |

Participações Especiais
| Ator              | Personagem                  |
| ----------------- | --------------------------- |
| Mariana Armellini | admiradora da obra de Vitor |